# UK Decay
UK Decay est un groupe britannique post-punk formé en 1979. Considéré comme un des précurseurs du rock gothique, leur musique n'est pas sans rappeler celle de Bauhaus,.

## Historique
UK Decay naît sur les cendres d'un groupe punk de Luton, dans le Bedfordshire, formé en 1978 appelé The Resiztors,. Le line-up des Resiztors est composé du guitariste Steve "Abbo" Abbott, du batteur Steven David Harle, du bassiste Martin "Segovia" Smith et des chanteurs Ricky Smith et Paul Wilson. Après le départ des deux chanteurs au printemps 1979, les membres du groupe restants changent leur nom en UK Decay, avec Abbott comme chanteur (et guitariste). Ils sortent bientôt l'EP Split Single en commun avec le groupe local Pneumania, sur leur propre label Plastic Records. Le disque contient deux morceaux de chaque groupe. Split Single se vend très bien, principalement en réaction à une critique accablante par Danny Baker et Charles Shaar Murray dans le NME, qui les présentent comme « un des pires groupes punk de tous les temps ». Sur la pochette, ils posent les bras en croix sous une statue du christ. Dans le même temps, certains membres d'UK Decay produisent leur propre fanzine mensuel The Suss, et leur propre magasin de disques et de vêtements punks appelé Matrix. Le guitariste Steve Spon est rapidement recruté par Pneumania, laissant à Abbo le soin d'assumer la fonction de leader.
La sortie suivante pour Plastic Records est l'EP de quatre titres The Black 45 e.p. d'UK Decay, publié au début des années 1980. Il squatte le UK Indie Chart pendant 15 mois. Dans la foulée, ils donnent leur premier concert en dehors de Luton, à Northampton, en première partie de Bauhaus. Alex Howe de Fresh Records leur propose alors une licence de distribution pour les deux premiers singles et signe UK Decay sur le label. La première sortie officielle de Fresh est le single For My Country, sorti en septembre 1980. For My Country est diffusé par John Peel sur BBC Radio 1 (pour qui ils enregistrent plus tard deux sessions) et passe huit mois dans le classement indépendant, atteignant le no 13. Le single est promu par une grande tournée britannique avec le groupe de punk hardcore Dead Kennedys. For My Country est également inclus dans une compilation populaire de Fresh Records, Punk And Disorderly.
En 1981 sortent deux autres singles, Unexpected Guest et Sexual. Le premier atteint la 4e place des charts indépendants, et ouvre la voie au premier album d'UK Decay, For Madmen Only, sorti par Fresh en décembre 1981. L'album a mis un an à se développer, en raison de retards causés par une longue tournée aux États-Unis et la recherche permanente, et frustrante, d'un nouveau bassiste. Lorsque le bassiste original Smith quitte le groupe, Lorraine Lol Turvey des Statics le remplace pour quelques dates au Royaume-Uni et une tournée européenne au début de 1981. Pour l'escapade américaine et les tournées britanniques ultérieures au printemps 1981, Creetin K-OS (des punks américains Social Unrest) prend la place. Après ce passage, K-OS rentre chez lui et Eddie "Twiggy" Branch de Northampton récupère la basse juste à temps pour finir l'album. Au cours de cette période, Abbo qualifie, en plaisantant, le son du groupe de « goth » dans une interview accordée à Sounds, aidant ainsi à pérenniser le début du mouvement rock gothique, bien que UK Decay se considère avant tout comme un groupe punk.
Au début de 1982, Fresh Records s'écroule et son rachat mènera à la création Jungle Records. Avec l'aide de John Loder et Southern Studios, ils réussissent à acheter les droits de leur catalogue passé et à créer leur propre label, UK Decay Records. Loder leur présente également Penny Rimbaud de Crass, ce qui aboutit à la sortie de l'EP Rising from the Dread (avec l'épopée de 10 minutes Werewolf) sur le label Corpus Christi de Crass en août 1982,. Cependant, malgré une forte présence dans les charts indépendants et une base de fans en constante expansion, les cinq années de tournées continues font des ravages et UK Decay se sépare en décembre 1982, après un concert d'adieu au Klub Foot d'Hammersmith. L'album live posthume A Night for Celebration sort au milieu de 1983.

## L'après UK Decay
Abbo, Harle et Branch apparaissent sur la compilation The Whip sous le nom de Slave Drive, puis se regroupent avec le nouveau guitariste Albie de Luca (un ancien de Gene Loves Jezebel) sous celui de Furyo à la mi-1983, sortant deux mini-albums l'année suivante et enregistrant un album inédit avant de se séparer à nouveau au début de 1985. Plus tard, Abbo crée le label Big Cat, qui signe des talents comme Heather Nova, Cop Shoot Cop, Carter the Unstoppable Sex Machine et EMF.
Spon forme ensuite In Excelsis avec d'anciens membres de Ritual ; le groupe sort plusieurs singles et un album sur Jungle Records. Bien qu'il rappelle clairement les deux groupes, In Excelsis ne possède ni l'intensité froide ni la maîtrise de la composition du premier, ni le potentiel brut du second. Spon fonde ensuite le trio The Big Eye, qui sort 2 EP et un CD en 1994-95 sur le label Hydrogen Dukebox. Il publie également plusieurs singles solo et deux albums techno (de 1997 à 2011) sous le nom de Nostramus.
Branch joue de la basse dans le groupe de Peter Murphy de 1986 à 1992, apparaissant sur plusieurs albums.
Steve Harle, qui, comme Abbo, travaille plus tard dans la gestion de tournées, meurt en mai 1995 à Bangalore, en Inde.

## Reformation
Après une brève réunion en 1993 (au cours de laquelle trois de leurs anciens morceaux sont réenregistrés), UK Decay reprend ses activités au début des années 2000, en lançant un site Web et en rééditant A Night for Celebration en 2005 dans une édition deluxe étendue intitulée Nights for Celebration. 2007 voit la sortie de la compilation Death, So Fatal, contenant un mélange de démos, de singles, de Peel sessions et de réenregistrements de 1993.
En 2008, UK Decay se réunit pour un concert au Royaume-Uni et en tête d'affiche du Drop Dead Festival à Lisbonne, Portugal, avec le nouveau batteur Ray "Raymondo" Philpott. Un regain d'intérêt sur les réseaux sociaux conduit à de nouvelles réservations, notamment une tournée en Italie en avril 2009, une apparition en août 2009 au Rebellion Festival de Blackpool et d'autres apparitions en tête d'affiche de festivals à travers l'Europe.
For Madmen Only est réédité à la fois sur CD et sur support numérique en 2009, avec l'EP Rising from the Dread et plusieurs morceaux inédits. À partir de leur apparition en tête d'affiche en novembre 2012 au Drop Dead Festival à Berlin, le groupe est complété par le deuxième guitariste Jon "Guitar" Rickards (comme Philpott, un ancien membre des Hangman's Beautiful Daughters).
Le quatuor actuel sort le single Killer / Heavy Metal Jews en février 2013 sur le label Rainbow City Records, remportant de bonnes critiques. Un concert à Londres coïncidant avec le single confirme la résurgence populaire du groupe, le journaliste Dave Jennings déclarant : « Leurs retrouvailles ont prouvé qu'ils sont plus capables de créer un son qui actuel et essentiel que la plupart des nouveaux jeunes groupes qui monopolisent l'attention mais en disent en réalité très peu ».
Le deuxième album studio d'UK Decay, New Hope for the Dead, est produit par Chris Tsangarides et sort 22 mai 2013, suivi de l'EP Wonderful Town en avril 2014. La chanson titre est un hommage à la petite ville de Luton, où le groupe a vu le jour, ainsi qu'à son club de football. Jon « Guitar » Rickards quitte ensuite le groupe, remplacé cet été-là par Justin Saban, parti en 2020.

## Discographie

### Albums studio
- 1981 : For Madmen Only (Fresh Records), réédité sur UK Decay Records en 2009
- 2013 : New Hope for the Dead (Rainbow City Records)

### Album live
- 1983 : A Night for Celebration (UK Decay Records), cassette

### Compilation
- 2007 : Death, So Fatal (Yak Records)

### Singles et  EP
- 1979 : Split Single (Plastic Records), « split single » avec Pneumania, EP 45-tours
- 1980 : The Black 45 e.p. (Plastic Records), EP 45-tours
- 1980 : For My Country (Fresh Records), single 45-tours
- 1981 : Unexpected Guest (Fresh Records), single 45-tours
- 1981 : Sexual (Fresh Records), single 45-tours
- 1982 : Rising from the Dread (Corpus Christi Records), EP maxi 45 tours
- 2013 : Killer (Rainbow City Records), single 45-tours
- 2014 : Wonderful Town (UK Decay Records), EP 45-tours